# 谢集镇 (单县)
谢集镇，是中华人民共和国山東省菏泽市单县下辖的一个乡镇级行政单位。

## 行政区划
谢集镇下辖以下地区：
谢集村、李村寺村、赵双楼村、朱江楼村、刘江楼村、王桥村、郝庙村、万楼村、王板桥村、丁万庄村、谢花园村、陈桥村、齐寨村、李庄村、耿庄村、程庄村、袁新庄村、十里铺村、九龙口村、白寨村、嘉祥楼村、六里井村、三里庄村、彭桥村和史楼村。